# Graveyard Classics III
Graveyard Classics III är ett coveralbum av det amerikanska death metal-bandet Six Feet Under. Albumet utgavs i januari 2010 av skivbolaget Metal Blade Records. 

## Låtlista
1. "A Dangerous Meeting" (Mercyful Fate-cover) – 5:10
2. "Metal on Metal" (Anvil-cover) – 4:07
3. "The Frayed Ends of Sanity" (Metallica-cover) – 7:40
4. "At Dawn They Sleep" (Slayer-cover) – 6:30
5. "Not Fragile" (Bachman-Turner Overdrive-cover) – 4:02
6. "On Fire" (Van Halen-cover) – 3:15
7. "Pounding Metal" (Exciter-cover) – 4:23
8. "Destroyer" (Twisted Sister-cover) – 4:09
9. "Psycho Therapy" (The Ramones-cover) – 2:30
10. "Snap Your Fingers, Snap Your Neck" (Prong-cover) – 4:13

## Medverkande
Musiker (Six Feet Under-medlemmar)
- Chris Barnes − sång
- Steve Swanson − gitarr
- Terry Butler − basgitarr
- Greg Gall − trummor

Produktion
- Chris Barnes – producent
- Brian Slagel – producent
- Chaz Najjar – ljudtekniker
- Mark Lewis – ljudmix
- Alan Douches – mastering
- Brian Ames – omslagsdesign
- Dusty Peterson – omslagskonst